# Jakoeb Beg

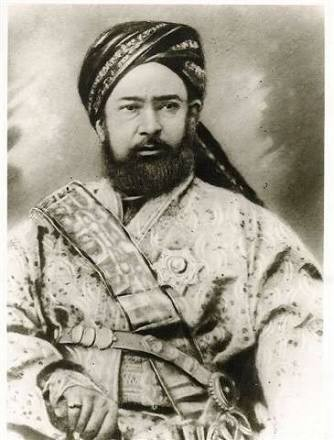
Jakoeb Beg

Moehammad Jakoeb Beg (Piskent, 1820 - Korla, 1877) was een avonturier van Tadzjiekse afkomst. Hij wist gebruik te maken van een opstand van Hui, Chinese moslims, tegen het gezag van de Qing-dynastie in het Tarimbekken en creëerde een onafhankelijk emiraat in het gebied dat tussen 1866 en 1877 heeft bestaan. Het emiraat had diplomatieke betrekkingen met zowel Groot-Brittannië als Rusland. In 1877 wist de Qing-dynastie de controle over het gebied weer te herkrijgen. Als gevolg van de ontwikkelingen in het decennium daarvoor werd in 1884 de provincie Sinkiang gecreëerd. Een gevolg van die ontwikkelingen was ook een vergroting van het gebied van Russisch Turkestan.
Jakoeb Beg werd geboren nabij Tasjkent in het toen nog onafhankelijke kanaat van Kokand. Over de feitelijke achtergrond van Jakoeb Beg is weinig bekend. In 1865 was hij echter de hoogste commandant van de strijdmacht van het kanaat van Kokand.

## Achtergrond van de situatie in Sinkiang

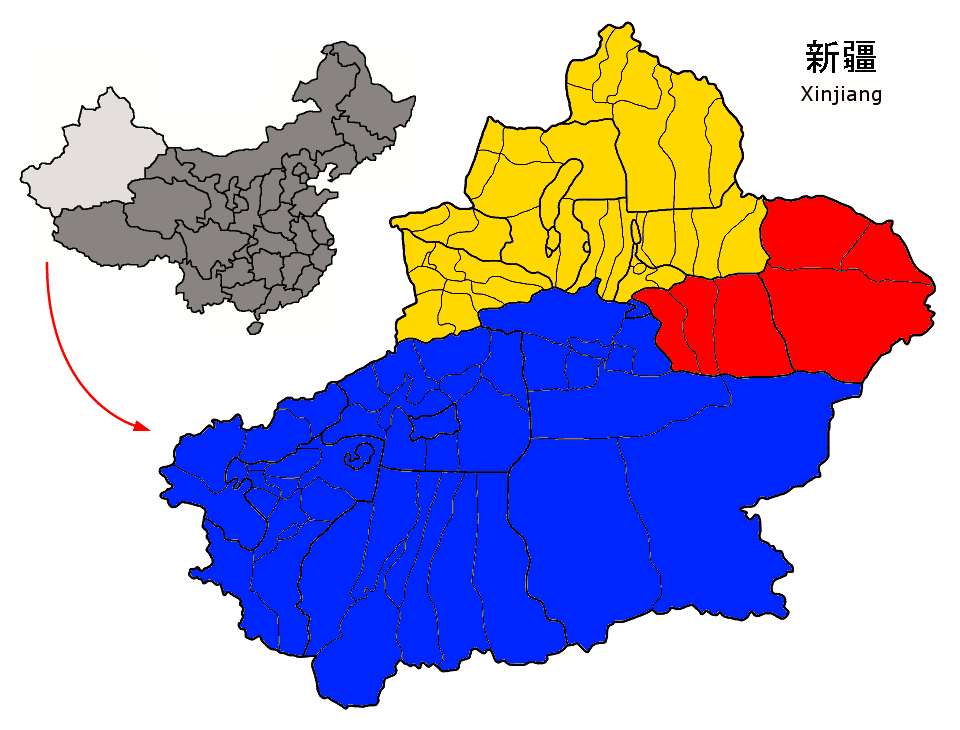
Dzjoengarije
Tarimbekken
Turpanlaagte

Het noordelijk deel van de huidige provincie Sinkiang bestaat uit het zogenaamde bekken van Dzjoengarije. Traditioneel was dat een steppegebied, dat vooral door Mongoolse stammen werd bewoond. Vanaf eind zeventiende eeuw was er strijd tussen de Qing-dynastie en de Dzjoengaren. De Chinese keizer Qianlong wist in 1755 de Dzjoengaren de finale nederlaag toe te brengen en incorporeerde het gebied in het Chinese rijk. Er volgde een massamoord op de Dzjoengaren, waarbij de meesten van hen het leven lieten.
Het zuidelijk deel van Sinkiang wordt gevormd door het Tarimbekken. De beide gebieden worden gescheiden door de bergketen van de Tiensjan. Dit bekken is meer een woestijngebied met een groot aantal oasesteden. Verschillende Chinese dynastieën hadden het gebied tijdelijk geheel of voor een deel beheerst, maar in de zeventiende eeuw en eerste helft achttiende eeuw stond het voor een deel onder een vorm van controle van de Dzjoengaren. De meest oostelijke stad in het bekken, Hami, stond vanaf 1720 weer onder gezag van de Qing-dynastie. Na 1755 werd ook het Tarimbekken geheel in het Chinese rijk geïncorporeerd.
Beide gebieden werden onder een vorm van militair bestuur geplaatst. In het Tarimbekken met een vooral islamitische bevolking behielden begs op lokaal en districtsniveau hun bestuurlijke taken onder supervisie van functionarissen van de Qing-dynastie. Het zeer dun bevolkte gebied werd gekoloniseerd. Het werd gebruikt als strafkolonie, er werden militaire garnizoenen van vendelsoldaten gelegerd. Er vond echter ook een instroom plaats van Han-Chinezen, Hui, Turkstalige landbouwers en van de Wolga teruggekeerde Torgut. Die vonden een plaats naast Turkstalige moslims, die later in de twintigste eeuw weer de naam Oeigoeren zouden aannemen.

## De opstand

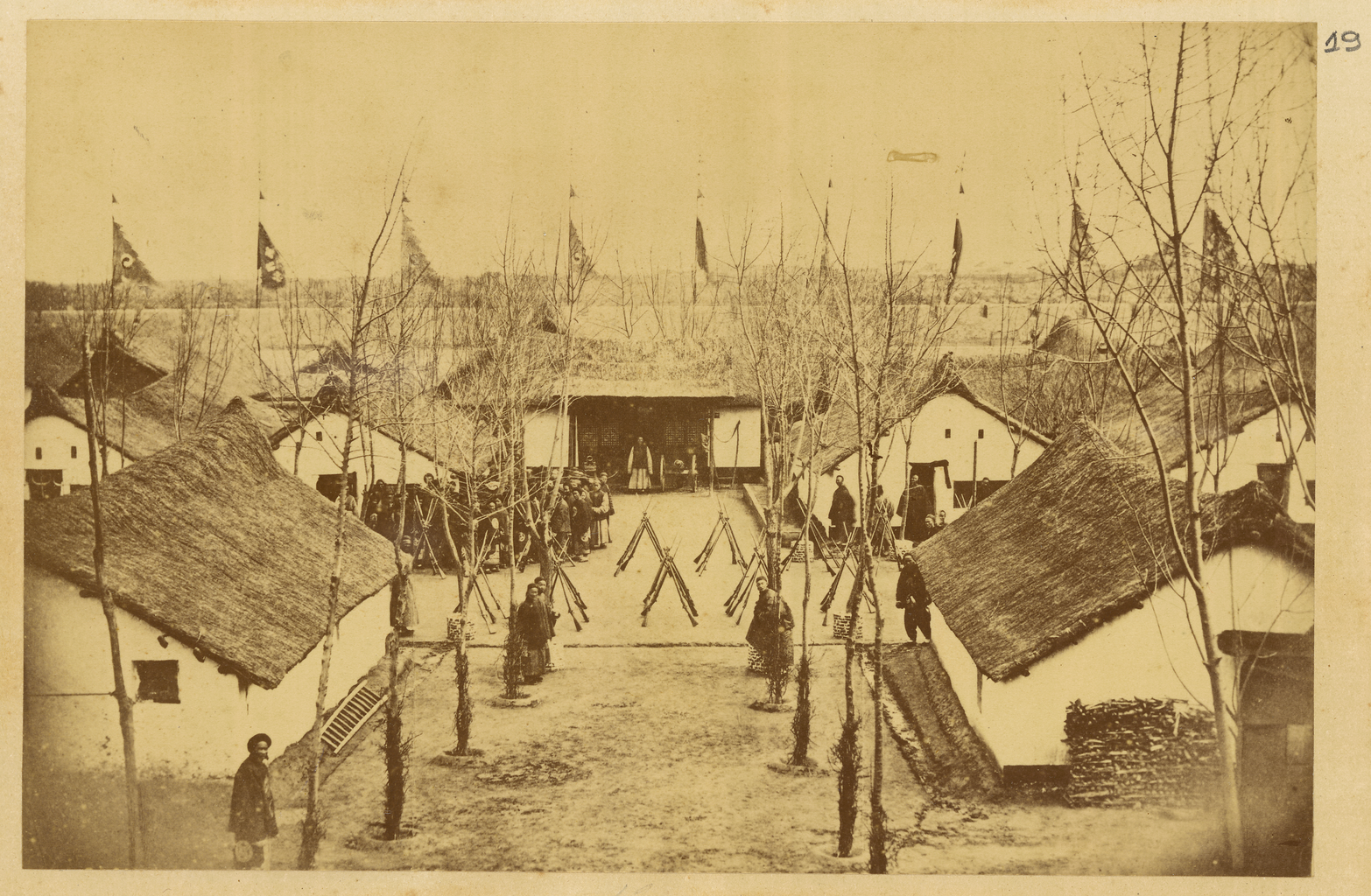
Onderkomen van Qing-troepen in Gansu

Het uitgangspunt bij de incorporatie van Sinkiang in het rijk was dat het gebied zelfvoorzienend moest zijn. Er moesten echter omvangrijke subsidies in baar geld verstrekt worden om het militaire apparaat in het gebied te financieren. Vanaf het begin van de Taiping-opstand (1850-1864) werd dat steeds moeilijker. Vanaf 1856 kwam er vrijwel geen subsidie meer aan. Het antwoord van het militair bewind in het gebied was het sterk verhogen van plaatselijke belastingen en gedwongen arbeid waarbij de lokale begs de vrije hand kregen als die maar voldoende inkomsten voor het bewind genereerden. Dat was niet voldoende. Het levensonderhoud voor de garnizoenen van het vendelsysteem kon niet gehandhaafd worden. Plundering en corruptie op massale schaal was het gevolg.
Vanaf 1862 vonden in de provincies Gansu en Shaanxi de Doenganenopstanden plaats van de islamitische Hui tegen de Qing-overheid. De directe aanleiding tot de opstand in het Tarimbekken was het circuleren van een gerucht, dat de dan achtjarige keizer Tongzhi een bevel tot massamoord op Hui als preventieve maatregel had uitgevaardigd. In ongeveer een half jaar werd de controle van de Qing in het gebied geheel weggevaagd. In de meeste steden waren het Hui, die het initiatief namen. Pas later voegden Turkstalige moslims zich bij de opstand. In veel gevallen slaagden die er in ook het initiatief over te nemen.

## Het bewind van Jakoeb Beg

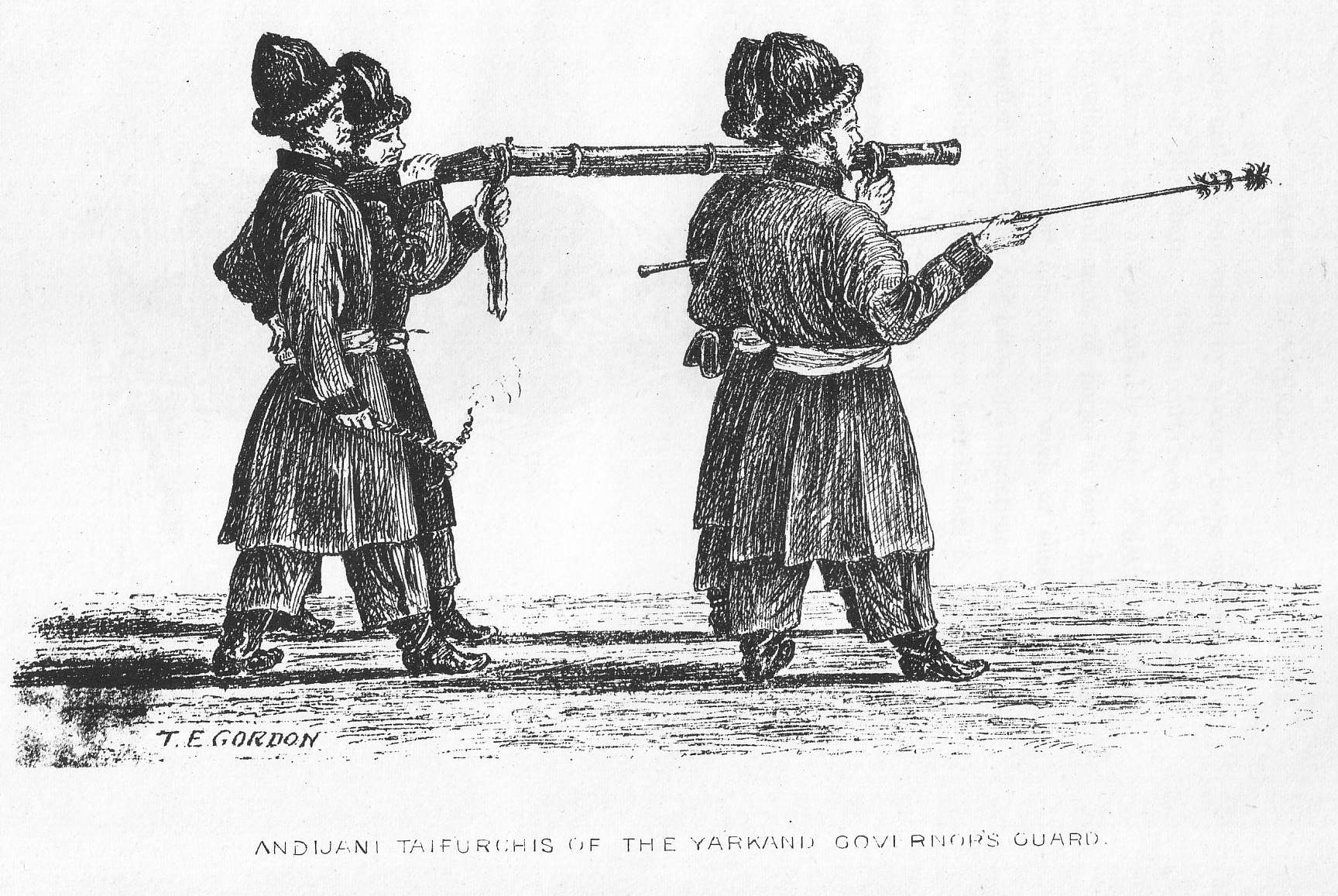
Troepen van de paleiswacht van Jakoeb Beg

Jakoeb Beg kreeg in 1865 een opdracht van de heerser van het kanaat van Kokand, Alim Quli, zich met een leger bij een strijdkracht van Kirgiezen te voegen, die de stad Kashgar had belegerd en geplunderd. Hij wist het fort van Kashgar waar Qing-troepen nog hadden standgehouden via een deal met Hui te in handen te krijgen. Vrijwel de volledige populatie van Han-Chinezen werd vermoord alsmede alle vendelsoldaten. In de jaren daarna wist hij het gehele Tarimbekken van Kashgar tot Turfan onder zijn gezag te brengen. 
Jakoeb Beg richtte de staat Yettishar op, met als hoofdstad Kashgar. Hij elimineerde het gezag van de lokale begs en verving die door personen uit het kanaat van Kokand, maar ook Kasjmiri, Afghanen, Kirgiezen, Mongolen en enkele Hui.
Jakoeb Beg positioneerde zich als een verdediger van de islam. Zijn regime zag toe op strikte naleving van de islamitische wet. Er stonden draconische straffen op prostitutie; consumptie van alcohol en verkoop van varkensvlees en ezelsvlees was verboden. Religieuze politie zag toe op de juiste kledingdracht van zowel mannen als vrouwen. Veel van die veranderingen waren niet geheel welkom bij de lokale moslims. Die hadden in die tijd een wat meer liberale opvatting ten aanzien van naleving van de islamitische wet. De chaos van de jaren 1864-1867 had ook de laatste handel met het binnenland van China vernietigd. Waar tot aan ongeveer 1856 vanuit Peking nog subsidies voor het militair apparaat het gebied inkwamen, diende nu het militair apparaat van Jakoeb Beg geheel gefinancierd te worden door opbrengsten vanuit het gebied zelf. De belastingdruk onder het bewind van Jakoeb Beg was groter dan in de voorafgaande periodes. 

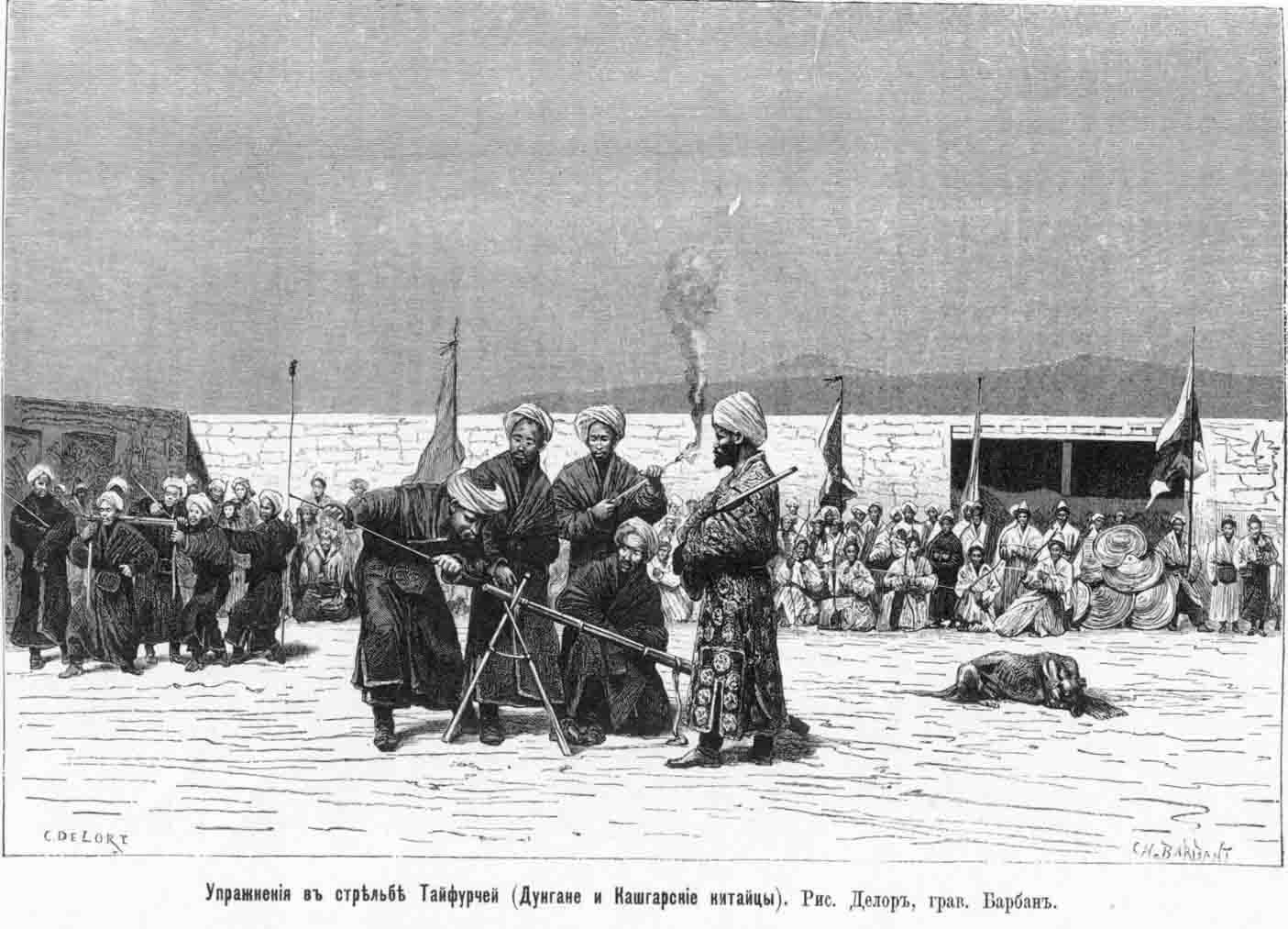
Schietoefeningen van het leger van Jakoeb Beg

Jakoeb Beg realiseerde zich de vele gevaren die zijn regime bedreigden. Dat waren potentiële rivalen binnen zijn eigen bewind, maar vooral dat van andere regimes. Vrijwel gelijktijdig met het vestigen van zijn eigen bewind in het Tarimbekken werd het kanaat van Kokand zelf in 1868 een Russisch vazalgebied. De belangrijkste bedreiging was echter een terugkeer van een leger van de Qing. Jakoeb Beg voerde dan ook een actief buitenlands beleid en trachtte internationale erkenning voor zijn regime te vinden. In 1872 sloot hij een handelsverdrag met Rusland, waarbij belemmeringen voor Russische handelaren om handel te drijven in de oasesteden werden weggenomen.
Hij zocht steun van Groot-Brittannië. In 1873/1874 ontving hij een Britse delegatie van ruim 350 personen. Bij die gelegenheid werd ook een handelsverdrag gesloten en Yettishar kon een formele ambassadeur in Londen installeren. De Britten gaven Jakoeb Beg ook enige internationale steun en zonden hem in het geheim wapens. Dat moet tegen de achtergrond gezien worden van The Great Game, een strategisch conflict tussen het Russische en Britse rijk in die periode ten aanzien van invloedssferen in Centraal-Azië. De Britten zagen in Yettishar een mogelijke bufferstaat tegen verder oprukkende Russische invloed.
Het Ottomaanse rijk gaf Yettishar aanzienlijk grotere steun in wapenzendingen en het zenden van officieren om zijn leger op te leiden. Jakoeb Beg accepteerde van sultan Abdülaziz de status van emir binnen het Ottomaanse rijk, zonder dat dit aan zijn onafhankelijkheid iets afdeed.

## De herovering van het Tarimbekken

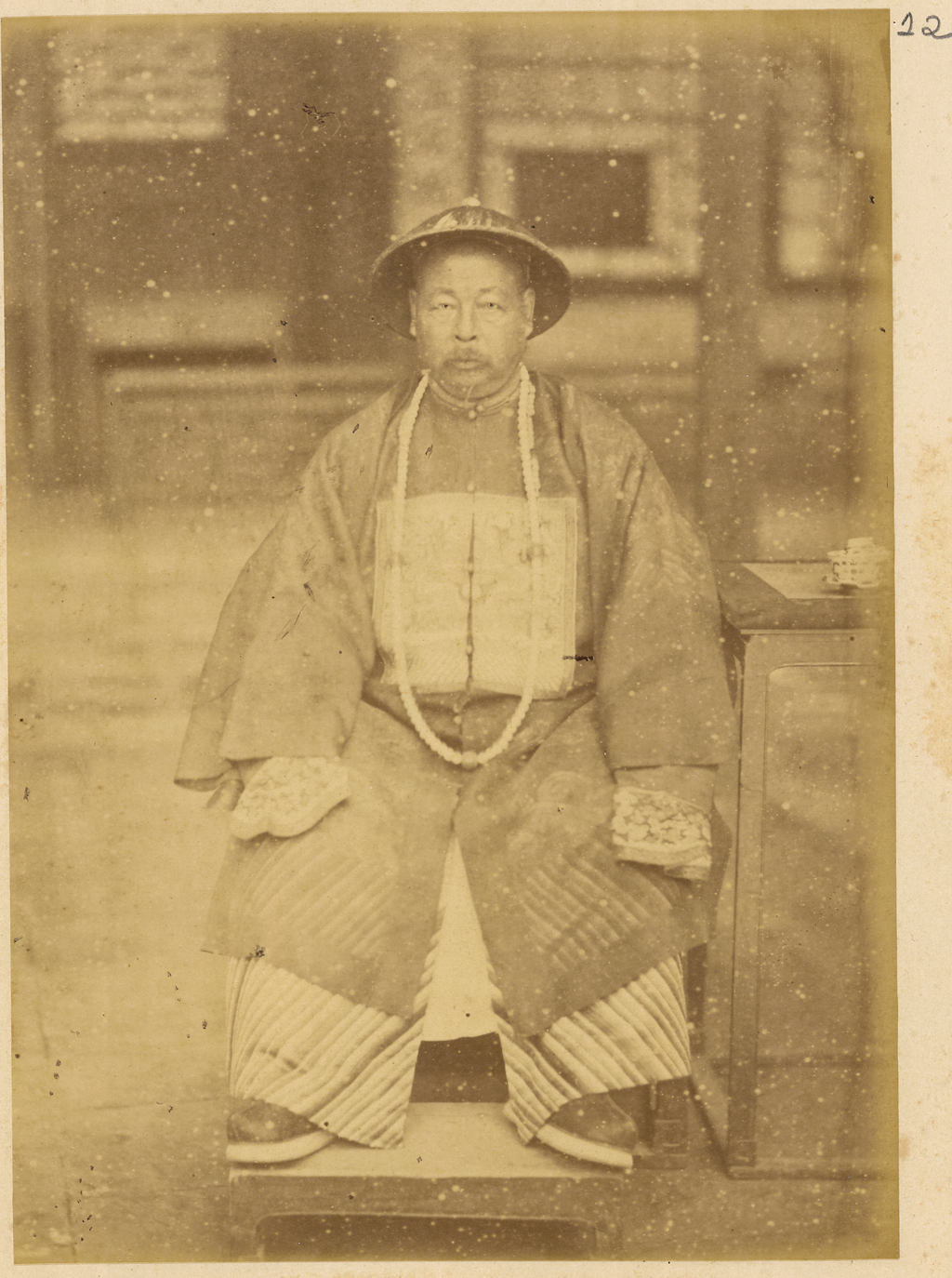
Zuo Zongtang

Er waren in Peking ernstige meningsverschillen over de prioriteit het gebied wel of niet terug te veroveren. Een belangrijke factie van beleidsmakers aan het hof gaf de voorkeur aan het versterken van de militaire maritieme infrastructuur, mede gezien de Japanse dreiging ten aanzien van Taiwan. Die factie was van opvatting, dat een herovering van het gebied de daarmee samenhangende kosten niet waard was. In hun opvatting zou het gebied altijd een bron van moeilijkheden blijven.
Uiteindelijk werd echter Zuo Zongtang benoemd tot gouverneur van Sinkiang. Hij was de eerste Han-Chinees in die functie. Daarvoor waren het allen Mantsjoes en Mongolen geweest. Hij had een succesvolle rol gespeeld in het onderdrukken van de Taiping-opstand. Na zorgvuldige voorbereidingen en het zeker stellen van de benodigde financiën begon hij aan zijn opmars. De herovering van Dzoengarije werd in drie maanden voltooid. In het Tarimbekken trachtte Jakoeb Beg een militaire confrontatie te voorkomen. In Londen waren er onder Britse begeleiding gesprekken tussen de Chinese ambassadeur en die van Jakoeb Beg. In begin 1877 was er een vorm van overeenstemming dat Jakoeb Beg de suzereiniteit van China zou erkennen in ruil voor een zekere autonomie in de regio rond Kashgar. In dezelfde periode verliep de opmars van Zuo Zongtang echter ongehinderd, en vrijwel iedere tegenstand tegen het leger van de Qing verdween. In mei 1877 overleed Jakoeb Beg, vermoedelijk aan een hartaanval. Een aantal personen, waaronder zijn zoons, trachtten de strijd voort te zetten. 
In januari 1878 was de totale herovering van het gebied echter een feit.

## De mythologisering van Jakoeb Beg
In latere literatuur werd Jakoeb Beg gemythologiseerd. Hij werd gezien als de verdediger van het islamitische geloof ten opzichte van ongelovige Chinezen. Historici wijzen echter op het feit, dat de eerste honderd jaar van de periode van het regime van de Qing - midden achttiende tot midden negentiende eeuw - relatief rustig was. Die historici zijn ook van opvatting dat de oorzaak van de opstanden vanaf 1862 vooral in verslechterende economische omstandigheden en wanbestuur vanaf 1850 gezocht moet worden en nauwelijks in religieuze spanningen.
In sommige kringen van hedendaagse Oeigoerse nationalisten wordt hij gezien als de eerste die streed voor onafhankelijkheid van Sinkiang. Jakoeb Beg en zijn strijdmacht was echter een bezettingsmacht van buiten het gebied die vooral een opstand wist te "kapen". Het waren ook in de eerste plaats de Hui, Chinese moslims, die in opstand kwamen, pas later gevolgd door Turkstalige moslims.

## Overige gevolgen
Het belangrijkste gevolg van de herovering was het verdwijnen van het militair bestuur over het gebied. Er kwam een burgerlijk bestuur en de gebieden van het Tarimbekken en Dzjoengarije gingen in 1884 deel uitmaken van een nieuw gecreëerde provincie Sinkiang.
In 1871 had Rusland gebruik gemaakt van de chaos door het gehele gebied van de Ili-vallei te veroveren. Na onderhandelingen die resulteerden in eerst het verdrag van Livadia in 1879 en daarna het verdrag van Sint-Petersburg van 1881 wist China ongeveer de helft van dat gebied weer terug te krijgen. Het gebied dat in Russische handen bleef werd toegevoegd aan Russisch Turkestan.